# Granite (Pendulum)
Granite è un singolo del gruppo musicale australiano Pendulum, pubblicato il 4 novembre 2007 come primo estratto dal secondo album in studio In silico.

## Video musicale
Il videoclip è incentrato sulle tematiche dell'ufologia e degli alieni che visitano la Terra. Vengono infatti mostrati vari filmati amatoriali di passaggi di UFO attraverso varie località del mondo, tra cui Bruxelles, Roma, Città del Messico, Londra e Parigi.
Verso la fine del video, gli UFO disegnano sui vari campi di grano il logo dell'album In silico.

## Tracce
CD promozionale (Europa), 12" promozionale (Regno Unito)
1. Granite (Original Version) – 4:26

CD promozionale (Regno Unito)
1. Granite (Radio Edit) – 3:45
2. Granite (Original Version) – 4:26

Download digitale – 1ª versione
1. Granite – 4:28

Download digitale – remix
1. Granite (Breakfastaz Remix) – 6:38

CD singolo (Regno Unito), 7" (Regno Unito), download digitale – 2ª versione
1. Granite (Original Mix) – 4:30
2. Granite (Dillinja Remix) – 4:20

Download digitale – 3ª versione
1. Granite – 4:29
2. Propane Nightmares (VST Remix) – 4:47
3. The Tempest – 7:27

## Formazione
- Rob Swire – voce, sintetizzatore
- Peredur ap Gwynedd – chitarra
- Paul Kodish – batteria

## Classifiche
| Classifica (2010) | Posizione massima |
| ----------------- | ----------------- |
| Regno Unito       | 29                |